# 黑暗乡村
《黑暗乡村》（英語：Dark Country）是一部2009年的美國惊悚悬疑電影，由托马斯·简首次執导并担任男主角，其他主要演员还有劳伦·日尔曼和朗·普尔曼。

## 剧情简介
一对新婚夫妇迪克（托马斯·简 饰演）和吉娜（劳伦·日尔曼 饰演）驾车度蜜月，却在沙漠迷路，途中救起一因车祸受伤的男子，而该男子却试图杀死迪克，迪克反抗杀了受伤男子。夫妇两人因不想惹上麻烦而匆匆将受伤男子埋掉。原本以为一切不顺就此结束，谁知更诡异的事情才刚刚开始……

## 演員
- 托马斯·简 飾 Dick / Bloodyface
- 劳伦·日尔曼 飾 Gina
- 朗·普尔曼 飾 Deputy Thompson
- Con Schell 飾 Bloodyface替身
- 克里斯·布朗寧 飾 陌生人
- Rene P. Mousseux 飾 騎警